# Brachychira
Brachychira is een geslacht van vlinders van de familie tandvlinders (Notodontidae), uit de onderfamilie Notodontinae.

## Soorten
- B. alternata Kiriakoff, 1966
- B. argentina Kiriakoff, 1955
- B. argyrosticta Kiriakoff, 1954
- B. bernardii Kiriakoff, 1966
- B. davus Kiriakoff, 1965
- B. destituta Kiriakoff, 1966
- B. dives Kiriakoff, 1960
- B. dormitans Berio, 1937
- B. elegans Aurivillius, 1907
- B. excellens (Rothschild, 1917)
- B. exusta Kiriakoff, 1966
- B. ferruginea Aurivillius, 1905
- B. incerta Kiriakoff, 1966
- B. ligata Kiriakoff, 1955
- B. lunuligera Kiriakoff, 1954
- B. lununigera Kiriakoff, 1954
- B. murina Kiriakoff, 1966
- B. numenius Kiriakoff, 1955
- B. pretiosa Kiriakoff, 1962
- B. punctulata Kiriakoff, 1966
- B. subargentea Kiriakoff, 1955